# William Miller (athlétisme)
Pour les articles homonymes, voir William Miller et Miller.
William Miller, né le 1er novembre 1912, mort le 13 novembre 2008, était un athlète américain.

## Palmarès

### Jeux olympiques
- 1932 à Los Angeles  États-Unis
  -  Médaille d'or en saut à la perche